# 朱塞佩·西諾波利
朱塞佩·西諾波利（義大利語：Giuseppe Sinopoli，1946年11月2日—2001年4月20日），又译：辛诺波里，意大利指挥家、作曲家。

## 生平

### 学业
西诺波利生于意大利威尼斯, 出生后不久全家搬迁到了西西里。西诺波利的童年在西西里度过，12岁时在当地学习管风琴，15岁时重返威尼斯。1965至1967年，西诺波利在当地著名的威尼斯音乐学院学习，而为了父亲的意愿，他同时在帕多瓦大学学习医学、神经病学以及人类学。西诺波利曾先后在达姆施塔特和锡耶纳跟随卡尔海因茨·施托克豪森、布鲁诺·马代尔纳、弗兰科·多纳托尼等作曲家学习。1972年，西诺波利获得医学博士学位，毕业论文为犯罪人类学和人类听觉机制。

### 音乐家生涯
西诺波利1972年起在威尼斯音乐学院担任电子音乐和当代古典音乐教授，还曾到维也纳跟随汉斯·斯瓦洛夫斯基学习指挥，1975年他以老师马代尔纳的名字成立了“马代尔纳合奏团”（Ensemble Bruno Maderna），专门研究演奏现代音乐。在1970年代，西诺波利更多地以作曲家身份参与音乐工作，而他的作品大多属于当代古典音乐范畴。
1978，西诺波利凭借在威尼斯指挥朱塞佩·威尔第的歌剧《阿依达》开始了歌剧指挥家的生涯。他通过仔细研习威尔第作品总谱的原稿，对威尔第歌剧作出了和同时期其他制作不同的诠释，他所演绎的威尔第歌剧，通过清晰、透明度极高的乐团声效，再现了乐谱上很多不曾听到的细节。之后他以同样的工作方式以及相同的高标准，在柏林德意志歌剧院上演了威尔第的歌剧《麦克白》，大获成功。这场演出被视为西诺波利正式走上国际舞台的起点，从此，西诺波利将工作重心逐渐从作曲转向指挥。
自1985年起，西诺波利每年都会在拜罗伊特音乐节上指挥理查德·瓦格纳的歌剧作品: 1985－1989年《汤豪瑟》, 1990－1993年《飞翔的荷兰人》, 1994－1999年《帕西法尔》 以及2000年拜罗伊特音乐节的核心剧目《尼伯龙根的指环》。 
西诺波利重要履历还包括：1983－1987年任罗马圣切契利亚音乐学院管弦乐团首席指挥；1984－1994年任爱乐管弦乐团首席指挥，并于1987年成为该乐团艺术总监；自1992年起任德累斯顿萨克森国立乐团首席指挥。

### 辞世
2001年4月20日, 西诺波利在柏林德意志歌剧院指挥上演《阿依达》的途中心脏病突发，随后经抢救无效不幸去世，享年54岁。他的遗体被运回祖国，在首都罗马举行了国葬仪式，意大利总统、总理、以及斯卡拉歌剧院高层均列席，西诺波利的遗体现安葬于罗马。值得一提的是，西诺波利死前还在为中东考古学的博士学位答辩做准备，论文题目是《美索不达米亚的亚述文化》。

## 作品

### 錄音
- 柴可夫斯基：第五交响曲，DG
- 柴可夫斯基：第六交响曲“悲怆”，DG

## 西诺波利音乐节
西西里城市陶尔米纳为纪念西诺波利，自2005年起每年10月在该市举行西诺波利音乐节（西诺波利1989到1997年间曾任当地节庆的艺术总监与布景设计师）。在西诺波利音乐节上，西诺波利不仅仅被当作指挥家，同时也是作曲家、医学家、考古学家和人类学家。所以节日期间的庆典项目涵盖了包括音乐、戏剧艺术、展览、以及文学等等诸多领域。节日自然少不了音乐会，每年都会有不同的世界顶级乐团驻场，举行音乐会。第一届西诺波利音乐节时，西诺波利室内乐团成立，乐团由天赋异禀的青少年音乐家组成，主要演奏西诺波利生前留下的作品。

## 延伸阅读
- Stephan Hörner: Sinopoli, Giuseppe. In: Neue Deutsche Biographie (NDB). Band 24. Duncker & Humblot, Berlin not yet published, S. 467 f. (全文) （德文）